# Ameiva provitaae
Ameiva provitaae là một loài thằn lằn trong họ Teiidae. Loài này được Garcia-Perez miêu tả khoa học đầu tiên năm 1995.